# Ambassade de France en Croatie
L'ambassade de France en Croatie est la représentation diplomatique de la République française auprès de la république de Croatie. Elle est située à Zagreb, la capitale du pays, et son ambassadeur est, depuis 2023, Fabien Fieschi (d). 
Elle a été la première ambassade française ayant à sa tête deux ambassadeurs, de 2016 à 2019, Corinne Brunon-Meunier (d) et Philippe Meunier (d) (qui sont époux).

## Ambassade
L'ambassade se situe Ul. grada Vukovara 284b à Zagreb. Elle accueille aussi à cette adresse une section consulaire, un service de coopération et d’action culturelle, une mission militaire, un Attaché de sécurité intérieure, un Service économique.
De 2016 à 2019, c'est la première fois que se trouvent à la tête d'une ambassade de France deux ambassadeurs : nommés par deux décrets du 10 octobre 2016, puis accrédités conjointement le 3 novembre suivant,, ils exercent leurs fonctions en alternance, Corinne Meunier jusqu'au 31 décembre 2016, puis Philippe Meunier du 1er janvier au 30 juin 2017 et ainsi chaque semestre, l'objectif du quai d'Orsay étant de concilier la vie sociale et la vie professionnelle et de favoriser la féminisation de la fonction. L'expérience a déjà été tentée par la Suisse (à Bangkok) et par les Pays-Bas et le Royaume-Uni (au Zimbabwe).

## Histoire
L'actuelle ambassade de France (installée dans un beau bâtiment du XIXe siècle qui abritait l'ancienne ambassade, totalement rénovée, des États-Unis, transférée hors du centre-ville, précédemment Consulat général de ce pays) a été inaugurée par Michel Barnier, ministre français des Affaires étrangères, le 22 juillet 2004, en présence de son homologue croate d'alors Miomir Žužul (en). Auparavant, elle occupait les locaux traditionnels du Consulat général de France ouvert à l'époque de la Yougoslavie.

## Relations diplomatiques
La France est représentée en Croatie par des ambassadeurs depuis 1992, année de la reconnaissance officielle de la Croatie par la France.

### Ambassadeurs de France en Croatie
| De   | À    | Ambassadeur                                        |
| ---- | ---- | -------------------------------------------------- |
| 1992 | 1995 | Georges-Marie Chenu (d)                            |
| 1995 | 1998 | Jean-Jacques Gaillarde (d)                         |
| 1998 | 2001 | Albert Turot (d)                                   |
| 2001 | 2004 | Francis Bellanger (d)                              |
| 2004 | 2009 | François Saint-Paul (d)                            |
| 2009 | 2013 | Jérôme Pasquier (d)                                |
| 2013 | 2016 | Michèle Boccoz (d)                                 |
| 2016 | 2019 | Corinne Brunon-Meunier (d) et Philippe Meunier (d) |
| 2019 | 2023 | Gaël Veyssière (d)                                 |
| 2023 | auj. | Fabien Fieschi (d)                                 |

### Consulat
Outre la section consulaire de l'ambassade à Zagreb, il existe une agence consulaire à Split.

### Communauté française
Au 31 décembre 2016, 1 021 Français sont inscrits sur les registres consulaires. La communauté française est jeune, 50 % des inscrits ont moins de 35 ans tandis que 15 % d'entre eux sont retraités.
| 2001 | 2002 | 2003 | 2004 |
| ---- | ---- | ---- | ---- |
| 563  | 599  | 636  | 690  |

| 2005 | 2006 | 2007 | 2008 |
| ---- | ---- | ---- | ---- |
| 745  | 847  | 872  | 900  |

| 2009 | 2010 | 2011 | 2012 |
| ---- | ---- | ---- | ---- |
| 924  | 900  | 925  | 984  |

| 2013  | 2014  | 2015  | 2016  |
| ----- | ----- | ----- | ----- |
| 1 006 | 1 076 | 1 005 | 1 021 |

### Établissements culturels et scolaires français
L'Institut français de Zagreb (créé en 1922), après avoir siégé au 40 rue Preradovičeva pendant une soixantaine d'années (1935-2004), et de 2006 à 2010 au 1 rue Bogovičeva est désormais installé dans les locaux de l'ambassade (la médiathèque est au 5 rue Preradovičeva).
L'ambassade exerce au nom de l'État et de l'Agence pour l'enseignement français à l'étranger la tutelle de l'École française de Zagreb, créée en 1995 et a facilité avec son homologue allemande son rapprochement à l'École internationale allemande (DISIZ) pour créer un EuroCampus franco-allemand. L'ambassade assure également le relais de l'État français auprès de l'École internationale francophone de Split, gérée par la Mission laïque française.
L'ambassadeur de France est en outre président d'honneur des alliances françaises de Zagreb, Split, Dubrovnik, Rijeka et Osijek.

### Circonscriptions électorales
Depuis la loi du 22 juillet 2013 réformant la représentation des Français établis hors de France avec la mise en place de conseils consulaires au sein des missions diplomatiques, les ressortissants français de la Croatie élisent pour six ans un conseiller consulaire. Ce dernier a trois rôles : 
1. il est un élu de proximité pour les Français de l'étranger ;
2. il appartient à l'une des quinze circonscriptions qui élisent en leur sein les membres de l'Assemblée des Français de l'étranger ;
3. il intègre le collège électoral qui élit les sénateurs représentant les Français établis hors de France.

Pour l'élection à l'Assemblée des Français de l'étranger, la Croatie appartenait jusqu'en 2014 à la circonscription électorale de Vienne, comprenant aussi l'Albanie, l'Autriche, la Bosnie-Herzégovine, la Bulgarie, la  Hongrie, la Macédoine, le Monténégro, la Pologne, la Roumanie, la Serbie, la Slovaquie, la Slovénie et la Tchéquie, et désignant trois sièges. La Croatie appartient désormais à la circonscription électorale « Europe centrale et orientale » dont le chef-lieu est Varsovie et qui désigne trois de ses 19 conseillers consulaires pour siéger parmi les 90 membres de l'Assemblée des Français de l'étranger.
Pour l'élection des députés des Français de l’étranger, la Croatie dépend de la 7e circonscription.